# Feminist: Stories from Women's Liberation
Feminist: Stories from Women's Liberation es un documental estadounidense escrito y dirigido por la cineasta Jennifer Lee que se estrenó en 2013.

## Sinopsis
Women Make Movies escribió: "Estructurado como un viaje personal de redescubrimiento por parte de la cineasta Jennifer Lee, este documental da vida vívidamente a la trascendental primera década del feminismo de la segunda ola. Su trayectoria comienza con los primeros indicios en 1963 y termina con el pleno florecimiento del movimiento en 1970, desde el informe de la Comisión Presidencial sobre la discriminación generalizada contra las mujeres y la publicación de La mística de la feminidad de Betty Friedan hasta la toma de la Estatua de la Libertad por parte de feministas radicales y los llamados de Friedan a una huelga de mujeres por la igualdad. Cuenta con 35 entrevistadas diversas, entre ellas activistas de base y feministas conocidas como Friedan, Frances M. Beale, Gloria Steinem, Robin Morgan, Ti-Grace Atkinson y otras, quienes comparten recuerdos de ese período, así como problemas y desafíos que todavía resuenan hoy."

## Producción
Lee se especializó en cine y estudios de la mujer en el Hampshire College antes de trabajar en los departamentos técnicos de Warner Bros., Sony e Industrial Light & Magic. Realizó la película por fragmentos durante nueve años mientras trabajaba a tiempo completo. Combinó material de archivo seleccionado con entrevistas, incluida la última entrevista en vídeo grabada con Friedan. La producción recibió un apoyo de 12 000 dólares de una campaña de Kickstarter, pero Lee también declaró fue fiananciada en un 90% por ella.

Lee escribió sobre su experiencia en Time:
Comencé a hacer mi película, Feminist, en 2004 como un documental sencillo sobre hechos históricos, pero aprendí tanto que terminé la película como una persona diferente... Pensé que no celebramos el Movimiento de Mujeres como lo hacemos con otros movimientos sociales porque era demasiado complejo: abarcaba cuestiones de clase, religión, raza e idioma, entre otras... Pensé que podría ser difícil destacar éxitos individuales para honrarlos. Pero me equivoqué: mientras trabajaba en la película, descubrí muchos éxitos concretos, incluidos algunos que no estaban incluidos en los libros de texto ni eran homenajeados en monumentos públicos.

## Proyección
Lee llevó su película a Islamabad y la proyectó en tres universidades, incluida la Universidad Islámica Internacional de Islamabad. También se ha proyectado en festivales de cine de Estados Unidos, y en conferencias, incluida la conferencia de la Organización Nacional de Mujeres de 2014 y la conferencia del 20º aniversario de las Feministas Estadounidenses Veteranas. La película se ha distribuido a través de Women Make Movies.

## Recepción
La película fue premiada como Mejor Documental en el Festival Internacional de Cine de Mujeres de Los Ángeles de 2013 y fue incluido en la Selección Oficial del Festival de Cine de Cincinnati.
Ellen Snortland del Pasadena Weekly escribió: "Si tuviera una varita mágica y pudiera golpearte con ella, te llevaría a ver un documental que desearía que fuera de visionado obligatorio en las escuelas: se llama Feminist: Stories from Women's Liberation".
Kamala Lopez, del Huffington Post, escribió: "Recordar y estudiar a las mujeres que rompieron barreras antes que nosotras no es sólo lo correcto; ignorar las lecciones que aprendieron con tanto esfuerzo es un riesgo para nosotras mismas. Para las mujeres estadounidenses, nuestra amnesia descuidada es un veneno puro y la película de Lee es una buena dosis de antídoto". Añadiendo que la historia de la segunda ola del feminismo está "bellamente expuesta en la película de Lee".
La película también ha sido reseñada en la revista Ms., en Psychology Today, y en Mercury de la Universidad de Texas.